# Graphiurus
Graphiurus é um gênero de roedores da família Gliridae.

## Espécies
- Graphiurus angolensis de Winton, 1897
- Graphiurus christyi Dollman, 1914
- Graphiurus crassicaudatus (Jentink, 1888)
- Graphiurus johnstoni Thomas, 1897
- Graphiurus kelleni (Reuvens, 1890)
- Graphiurus lorraineus Dollman, 1910
- Graphiurus microtis (Noack, 1887)
- Graphiurus monardi (St. Leger, 1936)
- Graphiurus murinus (Desmarest, 1822)
- Graphiurus nagtglasii Jentink, 1888
- Graphiurus ocularis (A. Smith, 1829)
- Graphiurus platyops Thomas, 1897
- Graphiurus rupicola (Hinton & Thomas, 1925)
- Graphiurus surdus Dollman, 1912